# Hinterjessen
Hinterjessen ist ein Stadtteil von Pirna, der Kreisstadt des Landkreises Sächsische Schweiz-Osterzgebirge.
Der Stadtteil liegt im Norden der Stadt auf der orografisch rechten Elbseite an der Wesenitz. Benachbarte Stadtteile sind Zatzschke im Südosten, Copitz im Südwesten, Graupa im Nordwesten und Liebethal im Nordosten. Das Reihendorf wurde in der zweiten Hälfte des 16. Jahrhunderts angelegt und 1587 erstmals als „New Jeßendorf“ erwähnt. Durch die Anlage des Vorwerks Jessen, aus dem später Vorderjessen hervorging, wurde das Siedlungswachstum gefördert.
Der Ortsname Jessen leitet sich vom altsorbischen Wort jeseń bzw. jaseń für die Esche ab.
Die Grundherrschaft wurde 1604 den Herren des Ritterguts Pillnitz zugesprochen. Im weiteren Verlauf des 17. Jahrhunderts kamen Hinter- und Vorderjessen an das Rittergut Schönfeld, bei dem sie bis zur Aufhebung der Grundherrschaft verblieben. Die Verwaltung des Ortes oblag ab dem 17. Jahrhundert dem Amt Dresden, davor dem Amt Stolpen. 1856 war dann das Gerichtsamt Pirna zuständig. Auf Grundlage der Landgemeindeordnung von 1838 erlangte Hinterjessen Selbständigkeit als Landgemeinde. Diese war 1875 Teil der Amtshauptmannschaft Pirna, bis sie 1923 nach Pirna eingemeindet wurde. Vorderjessen hingegen wurde am 1. Januar 1924 nach Neugraupa eingemeindet; diese Gemeinde wurde 1933 mit Groß- und Kleingraupa zur Gemeinde Graupa vereinigt, die wiederum am 1. Januar 1999 nach Pirna eingegliedert wurde.
Um 1840 gab es drei örtliche Mühlen an der Wesenitz: Grundmühle, Talmühle und Dietzmühle. Am 1. November 1898 wurde in Hinterjessen eine Schule eingeweiht, deren Schulbezirk sich auch auf Vorderjessen erstreckte.